# Jorge Barbi
Jorge Barbi Alonso (A Guarda, Pontevedra, España, 1950) es un artista español contemporáneo.

## Trayectoria
Desde sus primeras exposiciones individuales en la galería Gamarra y Garrigues en Madrid, (1989,1991,1995 ), se nos muestra un trabajo enraizado con una vida en la que la magia del viaje y la capacidad de asombro no se han disipado. De forma simultánea, se siente interpelado por aspectos de su realidad más intima : el paso del tiempo, el azar, los juegos de sentido del lenguaje, como por preocupaciones extraartísticas que se sedimentan de forma precisa y rigurosa en sus archivos fotográficos, esculturas e instalaciones diseñadas para sitios específicos . Trabaja en unas claves conceptuales y formales de aproximación a la fragilidad de los límites entre el crear y el conocer, adecuando con destilada concisión la forma y el contenido, los materiales y las ideas.

## Obra
En sus trabajos en torno al texto indaga en los procesos de percepción y desciframiento, centrándose no tanto en la ausencia o desconocimiento de los códigos como en la dificultad, cuando no la imposibilidad, de un acceso sensorial al plano físico en que se disponen. En Casa de juegos (1997), intervención realizada en el CGAC, creaba un escenario de simulaciones donde se altera el entramado de relaciones que opera entre espectador, obra y espacio expositivo.  
En el espacio de la capilla del museo Patio Herreriano lleva a cabo una reflexión sobre las ideas de origen y límite. Barbi realiza una intervención en la que los aspectos más sutiles tienen una importancia fundamental para recordarnos la frontera de todo aquello que no podemos conocer. La hipótesis científica de Planck actúa como una metáfora y descubre un momento poético en este espacio de indeterminación, suscitando una reflexión de índole artística.